# Skócia első minisztereinek listája
Skócia első minisztere (angolul first minister of Scotland, skótul: heid meinister o Scotland, skót gaelül: prìomh mhinistear na h-Alba [ˈpʰrʲiəv ˈvinɪʃtʲɛr nə ˈhal̪ˠapə]) a skót kormány vezére és Skócia Nagy Pecsétjének őrzője. Az első miniszter a skót kabinet elnöke, és elsősorban a skót kormány politikájának kialakításáért, fejlesztéséért, majd annak közvetítéséért felelős. Az első miniszter további feladatai közé tartozik Skócia képviselete, nem skót felségterületen is.
Az első minisztert a Skót parlament választja meg, formálisan pedig az uralkodó nevezi ki. A skót kabinet tagjait és a skót kormány alsóbb minisztereit, valamint a skót jogi főméltóságokat is az első miniszter nevezi ki. A skót kormány fejeként az első miniszter közvetlenül a skót parlamentnek tartozik "elszámolással" a tetteikért és a tágabb értelemben vett kormány intézkedéseiért.

## Lista
|    |                 | Kép | Kormányzat kezdete | Kormányzat vége    | Párt                |
| -- | --------------- | --- | ------------------ | ------------------ | ------------------- |
| 1. | Donald Dewar    |     | 1999. május 13.    | 2000. október 11.  | Munkáspárt (Skócia) |
| 2. | Henry McLeish   |     | 2000. október 26.  | 2001. november 8.  | Munkáspárt (Skócia) |
| 3. | Jack McConnell  |     | 2001. november 22. | 2007. május 16.    | Munkáspárt (Skócia) |
| 4. | Alex Salmond    |     | 2007. május 16.    | 2014. november 19. | Skót Nemzeti Párt   |
| 5. | Nicola Sturgeon |     | 2014. november 20. | 2023. március 29.  | Skót Nemzeti Párt   |
| 5. | Humza Yousaf    |     | 2023. március 29.  | 2024. május 8.     | Skót Nemzeti Párt   |
| 6. | John Swinney    |     | 2024. május 8.     |                    | Skót Nemzeti Párt   |

## Fordítás
Ez a szócikk részben vagy egészben  a   First Minister of Scotland című angol Wikipédia-szócikk fordításán alapul.  Az eredeti cikk szerkesztőit annak laptörténete sorolja fel. Ez a jelzés csupán a megfogalmazás eredetét és a szerzői jogokat jelzi, nem szolgál a cikkben szereplő információk forrásmegjelöléseként.
Ez a szócikk részben vagy egészben  a   List of First Minister of Scotland című angol Wikipédia-szócikk fordításán alapul.  Az eredeti cikk szerkesztőit annak laptörténete sorolja fel. Ez a jelzés csupán a megfogalmazás eredetét és a szerzői jogokat jelzi, nem szolgál a cikkben szereplő információk forrásmegjelöléseként.